# Herkomer Museum

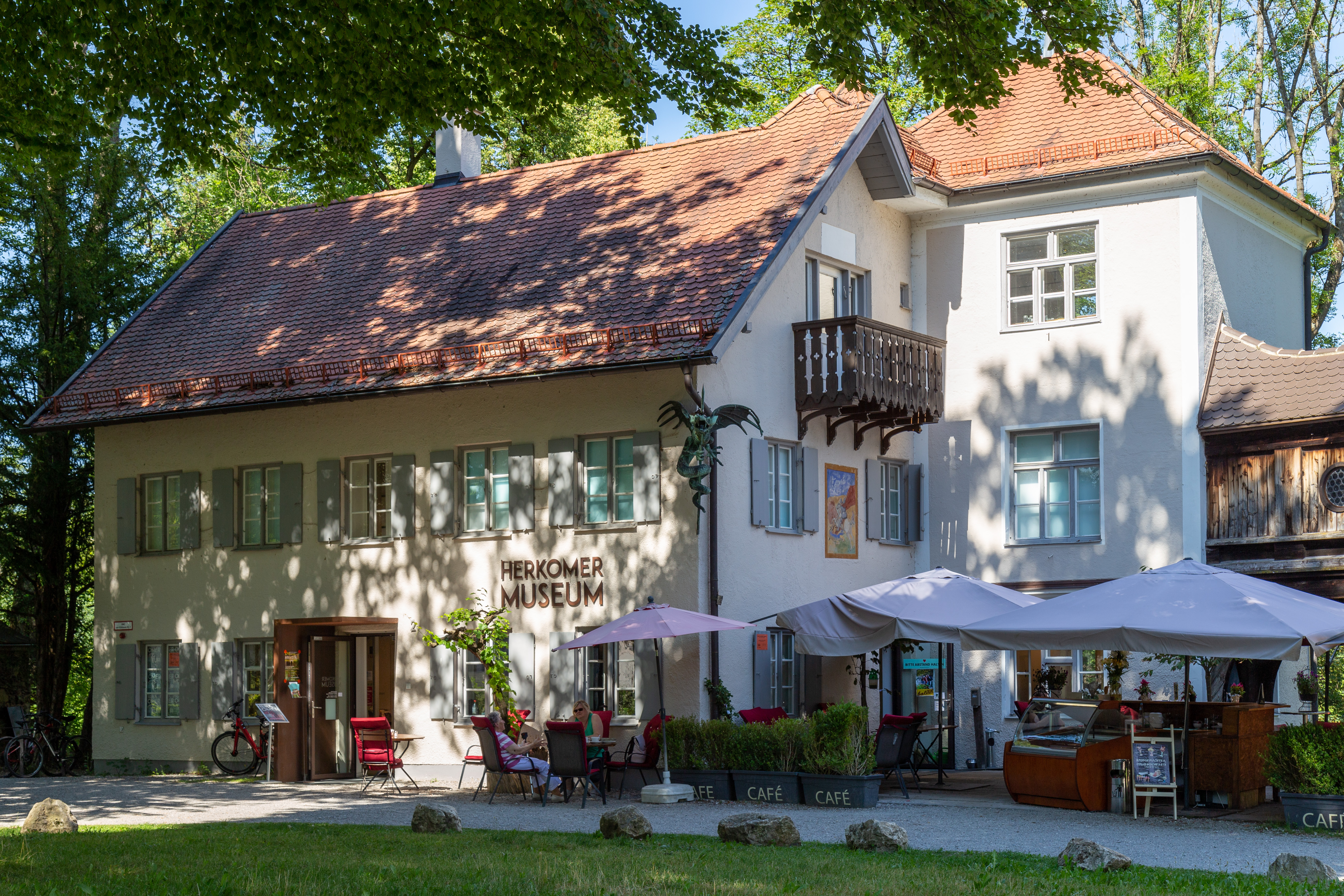
Herkomer Museum in Landsberg am Lech

Das Herkomer Museum ist dem deutsch-britischen Künstler Hubert von Herkomer gewidmet. Es befindet sich im ehemaligen Wohnsitz der Familie in Landsberg am Lech. Träger des Museums ist die von der Stadt Landsberg verwaltete Herkomer-Stiftung.

## Geschichte
Am 15. August 1926 wurde mit dem Herkomerzimmer im Landsberger Rathaus eine kleine Sammlung von Grafiken und Gemälden des 1914 verstorbenen Hubert von Herkomer der Öffentlichkeit zugänglich gemacht.
Seine Witwe Margaret von Herkomer und die Stadt Landsberg am Lech gründeten 1929 die Herkomer-Stiftung mit dem Zweck „die Werke des berühmten Künstlers, die zum Teile sogar in Landsberg entstanden sind, in Landsberg der Nachwelt zu überliefern“.
Zum Stiftungsvermögen gehören die seit 1925 der Stadt überlassenen künstlerischen Werke sowie das Herkomeranwesen mit Wohnhaus und Mutterturm. Margaret von Herkomer erhielt ein lebenslanges Wohnrecht. Bis zu ihrem Tod 1934 schenkte sie der Stiftung weitere Werke und Erinnerungsstücke aus dem Nachlass ihres Mannes.
Nach dem Zweiten Weltkrieg waren Stadtarchiv und Stadtmuseum im Herkomeranwesen untergebracht; die Herkomersammlung blieb im Rathaus. Anfang der 1970er Jahre ließ die Stadt den Mutterturm renovieren und zur Herkomergedenkstätte umgestalten. Nach dem Umzug des Stadtmuseums in das ehemalige Jesuitengymnasium im Jahr 1987 wurde im Erdgeschoss des Wohnhauses das Herkomer-Museum eingerichtet.
Ab April 2012 wurde das gesamte Anwesen – Museumsgebäude, Mutterturm und Park – für rund 1,38 Millionen Euro saniert und neu gestaltet.
Das Herkomer Museum wurde am 24. Oktober 2015 wiedereröffnet.

## Ausstellung

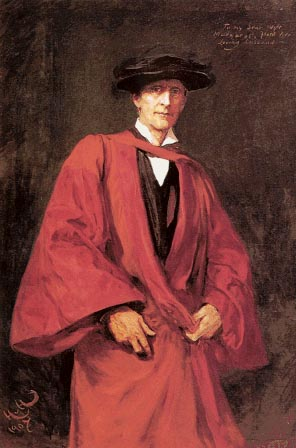
Hubert von Herkomer, Selbstporträt in Oxfordrobe

Der Titel der Dauerausstellung A Man of Many Parts (frei übersetzt „Ein Mann mit vielen Talenten“) weist auf die Vielseitigkeit des Autodidakten, Traditionalisten und kreativen Künstlers hin. Die Ausstellung führt durch die ersten Stationen seines Lebens von der Auswanderung der Familie Herkomer über Amerika nach England, der künstlerischen Ausbildung in München und London, bis zur Tätigkeit als Illustrator beim Londoner Wochenblatt The Graphic. Für sein Gemälde The Last Muster erhielt Hubert Herkomer bei der Pariser Weltausstellung 1878 eine goldene Ehrenmedaille, die mit weiteren Auszeichnungen im Museum zu sehen ist. Damit begann seine Karriere als Porträtmaler, die ihm den gesellschaftlichen Aufstieg möglich machte.
Im Museum ist eine Auswahl von Herkomers Zeichnungen, Druckgrafiken und Gemälden ausgestellt, darunter Kinderzeichnungen, Porträts und Selbstporträts, Darstellungen seiner Familie und Szenen aus der bayerischen Heimat.
Ein Raum zeigt anhand von Dokumenten, Fotos und Exponaten Herkomers vielfältige Interessen und seine Begeisterung für die technischen Innovationen seiner Zeit. Er benutzte einen Phonographen zur Unterrichtung seiner Studenten, experimentierte mit Drucktechniken und betätigte sich als Schauspieler, Theater- und Filmproduzent. Er war ein früher Nutzer des Automobils und initiierte die Herkomer-Konkurrenz, deren dritte Austragung im Juni 1907 am heutigen Museum in Landsberg vorbeiführte.

## Mutterturm

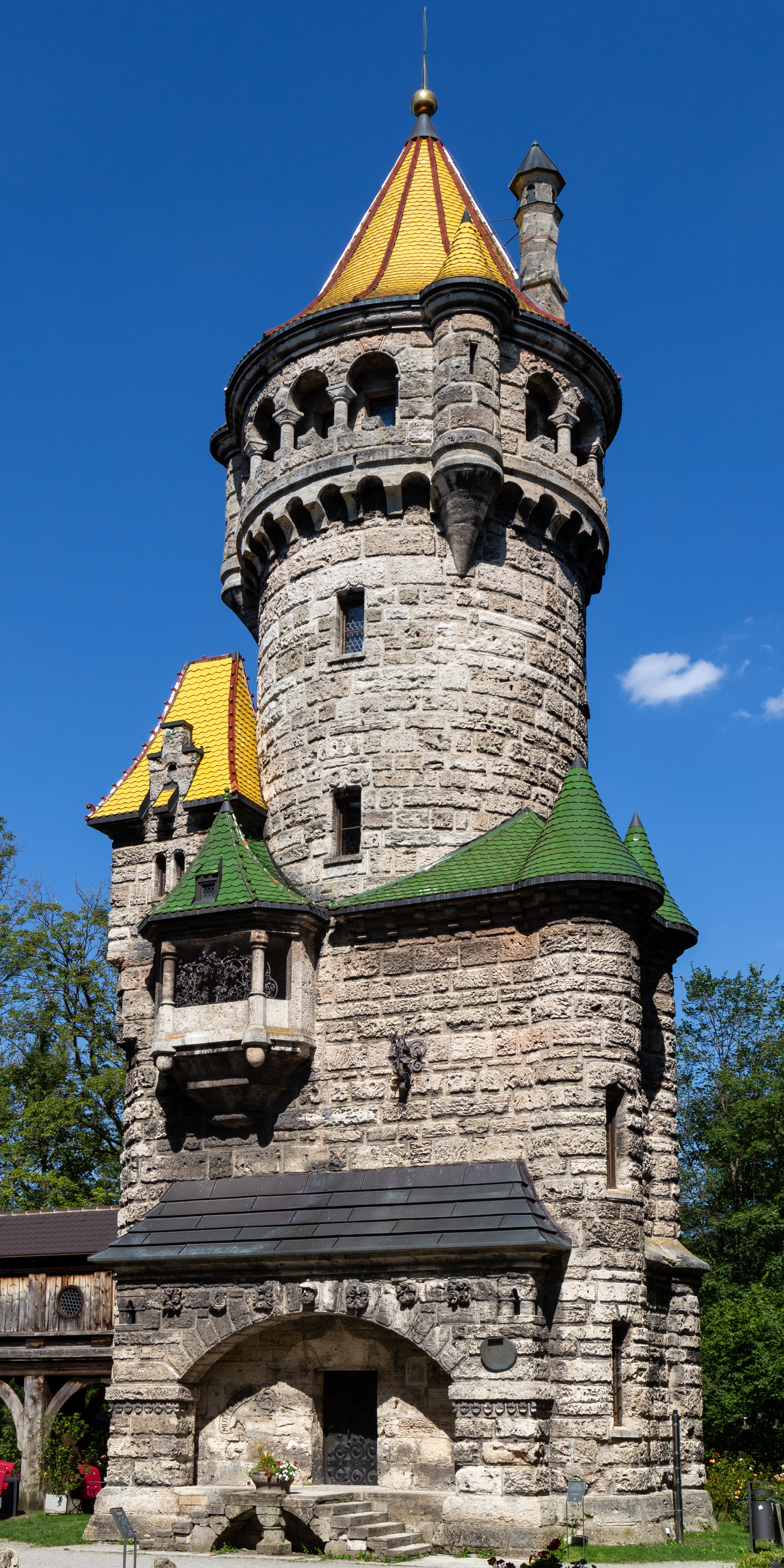
Mutterturm, erbaut im Stil des Historismus

Der durch einen hölzernen Übergang mit dem ehemaligen Wohnhaus verbundene Mutterturm ist zugleich Exponat und Ausstellungsraum des Museums. Er veranschaulicht Herkomers Nähe zur Arts and Craft Bewegung. Fenster und Türen, Wand- und Deckenverkleidungen und Mobiliar sind weitgehend im Originalzustand erhalten. Auf dem Kamin und in Webmustern findet sich der Wahlspruch propriis alis („auf eigenen Schwingen“ im Sinne von „aus eigener Kraft“). Die Ausstellung zeigt anhand von Skizzen und Fotos die Entstehungsgeschichte und Architektur des einzigartigen Bauwerks.

## Herkomeranlagen
Das mehr als 7000 Quadratmeter umfassende Grundstück liegt auf dem Gelände einer ehemaligen Papiermühle. Nach dem Bau des Mutterturms ließ Herkomer den Park im Stil eines englischen Landschaftsgartens gestalten. Zwischen einem Teich, gewundenen Wegen und dem Bachlauf befinden sich Tuffsteinsäulen und Bänke, ein Trinkwasserbrunnen sowie ein ursprünglich als Waschhaus genutzter Bau in Form einer Kapelle. Der Park ist frei zugänglich.